# Интродукция и аллегро (Годар)
Интродукция и аллегро (фр. Introduction et Allegro) ре минор Op. 49 — произведение Бенжамена Годара для фортепиано с оркестром. Написано в конце 1870-х гг., опубликовано в 1880 году Огюстом Дюраном. Посвящено Каролине Монтиньи-Ремори. Примерная продолжительность звучания 11 минут.
Морис Хинсон относит это сочинение к сен-сансовской традиции, указывая на его мелодичность, красочные гармонии и лёгкие ритмы. Джереми Николас отмечает изобретательную и неожиданную контрастность частей, усматривая во второй части нечто общее с манерой Луи Моро Готшалка, — по его мнению, по меньшей мере Аллегро заслуживает репутации хита лёгкой классической музыки. «Великолепным стремительным пижонством» назвал пьесу музыкальный критик Тим Эшли.
Ховард Шелли записал Интродукцию и аллегро, наряду с двумя фортепианным концертами Годара, для серии «Романтический фортепианный концерт» лейбла Hyperion Records, выступив одновременно в качестве солиста и дирижёра с Тасманийским симфоническим оркестром.